# Pëtr Andreevič Aršinov
Pëtr Andreevič Aršinov (in russo Пётр Андреевич Аршинов?; Andreevka, 1887 – 1937 circa) è stato un anarchico russo, tra i protagonisti della Rivoluzione ucraina e del discusso "documento piattaformista".

## La vita
Nacque nel 1887 ad Andreevka, nell'allora governatorato di Penza, presso una famiglia di umili lavoratori. 
Partecipò attivamente alla Rivoluzione ucraina, divenendo uno dei compagni di lotta più vicini a Nestor Machno. Tra i makhnovisti si occupò di diffusione della cultura, partecipò alla pubblicazione della rivista Put k svobode [Cammino verso la libertà] (1919, Guliay-Polie). Con Volin animò le organizzazioni anarco-sindacaliste del Nabat (1918-21), attraverso lo svolgimento di compiti importanti nella direzione politica del movimento machnovista. Fu anche tra i redattori del periodico Nabat e Golos (Jarkov, 1920). 
Finita l'esperienza ucraina andò in esilio a Parigi, dove, insieme ai compagni del gruppo Dielo Trouda (un gruppo di comunisti anarchici russi e ucraini esiliati in Francia, tra cui Makhno e Ida Mett), sviluppò una corrente di pensiero in antitesi al sintetismo anarchico, che portò alla stesura della Piattaforma d'Organizzazione dell'Unione Generale degli Anarchici.

## L' "allontanamento" forzato dall'anarchismo
Secondo Alexandre Skirda, Aršinov, deluso dalle continue critiche che riceveva dai compagni anarchici per via dell'autoritarismo della piattaforma, ebbe il desiderio di ritornare in Russia e per questo contattò il vecchio amico Sergo Ordsonikidse (conosciuto in carcere), il quale avrebbe dovuto intercedere con Stalin. Ordsonikidse gli rivelò che per poter "rientrare a casa" la condizione necessaria era quella di rompere con l'anarchismo. 
Nel 1935 Aršinov pubblicò l'articolo "Fallimento dell'anarchismo" nel periodico Izvestia (30 giugno 1935), che gli garantì il ritorno in URSS. Poco dopo il suo ingresso nell'Unione Sovietica fu però arrestato e deportato. [Skirda - o. c. p. 186 - indica che fu fucilato a Mosca nel 1937, con la "colpa" di voler restaurare l'anarchismo in Unione Sovietica]